# Билал Бари
Билал Бари (на арабски: بلال باري) е марокански футболист, който играе на поста централен нападател.

## Кариера
На 23 май 2018 г. Бари подписва първия си професионален договор с отбора на своето детство Ланс. Той прави своя дебют на 27 юли 2018 с Ланс при победата с 2:0 срещу Орлеан в Лига 2. В сезон 2020/21 играе в отбора на Монтана.
На 16 февруари 2021 г. преминава в Левски (София). Записва негативен рекорд, като става нападателят с най-много поредни официални мачове в историята на клуба - 25 последователни срещи без отбелязан гол. За сметка на това, благодарение на негови победни голове, Левски печели няколко завързани мача. Като цяло, когато Бари бележи, Левски винаги побеждава.

## Успехи
Беркан
- Купа на Мароко (1): 2018

 Левски (София)
- Купа на България (1): 2022